# Catedral de San Pedro (Angulema)
La catedral de San Pedro de Angulema (en francés: Cathédrale Saint-Pierre d'Angoulême) es una catedral católica de estilo románico situada en la ciudad de Angulema, Francia.

## Historia
Su emplazamiento, cerca de las murallas de la ciudad y de una antigua puerta, corresponde a la de un santuario primitivo anterior a la cristiandad.
Una catedral primigenia fue construida durante el siglo IV. El edificio desaparece en el momento de la toma de Angulema por Clodoveo I, cuando vence a los visigodos tras la victoria en la batalla de Vouillé, cerca de Poitiers, en 507.
La segunda catedral fue construida hacia 560. Fue incendiada por los normandos.
La tercera catedral fue obra del obispo Griomard, también abad de la abadía de Brantôme en Périgord, que utiliza los fondos de la abadía para financiar la construcción de la catedral. Fue consagrada en 1017. No resistió más que un siglo, con dimensiones demasiado pequeñas. A principios del siglo XII Angulema era uno de los condados más prósperos del ducado de Aquitania, a causa de la fertilidad de sus tierras y del comercio, por lo que podría dotarse de una gran catedral.
Su realización se debe a Girard II, uno de los personajes más célebres de su tiempo. Sucesivamente profesor, obispo y delegado de cuatro papas, amigo de los duques de Aquitania y consejero de las cuentas de Angulema, se revela además como un artista de primer plano que dirige los trabajos de su catedral. Los trabajos comienzan hacia 1110 y fue consagrada en 1128.
La catedral ha sido restaurada en numerosas ocasiones a lo largo de los siglos y ha perdido su aspecto primitivo. Por ejemplo, la catedral fue amputada de un campanario durante las guerras de religión en el siglo XVI.
Sobre la fachada se desarrollan dos temas iconográficos: la ascensión y el juicio final. Cristo aparece al principio sobre un óvalo, ya que se muestra el día de su ascensión. Dos ángeles de gran talla se dirigen a los apóstoles a fin de mostrarles la visión celeste. Todas las miradas, incluidas las de los elegidos, dispersadas bajo grandes arcos, se giran hacia el salvador.
Además de estos temas los artistas han representado escenas de la vida terrestre, con sus luchas y sus sufrimientos: episodios de caza y de otras actividades diversas.
Importantes restauraciones hechas entre 1866 y 1885 por el arquitecto francés Paul Abadie han modificado sensiblemente el interior y el exterior del edificio. Sobre la fachada, un frontón y dos pináculos se añadieron por simetría, lo que le da un aspecto medieval.
En el interior, la catedral está cubierta de cúpulas sobre colgantes. Anteriormente iluminada por dos torres-linterna, el transepto no ha conservado más que la situada al norte(con el campanario en gran parte modificado por Paul Abadie, que reemplaza la mayor parte de los capiteles románicos por obras modernas, las esculturas del siglo XIII fuerton utilizadas en obras de caminos). El coro es semicircular, al que rodean cuatro ábsides, está cubierto de una bóveda de cañón.

## Anécdota

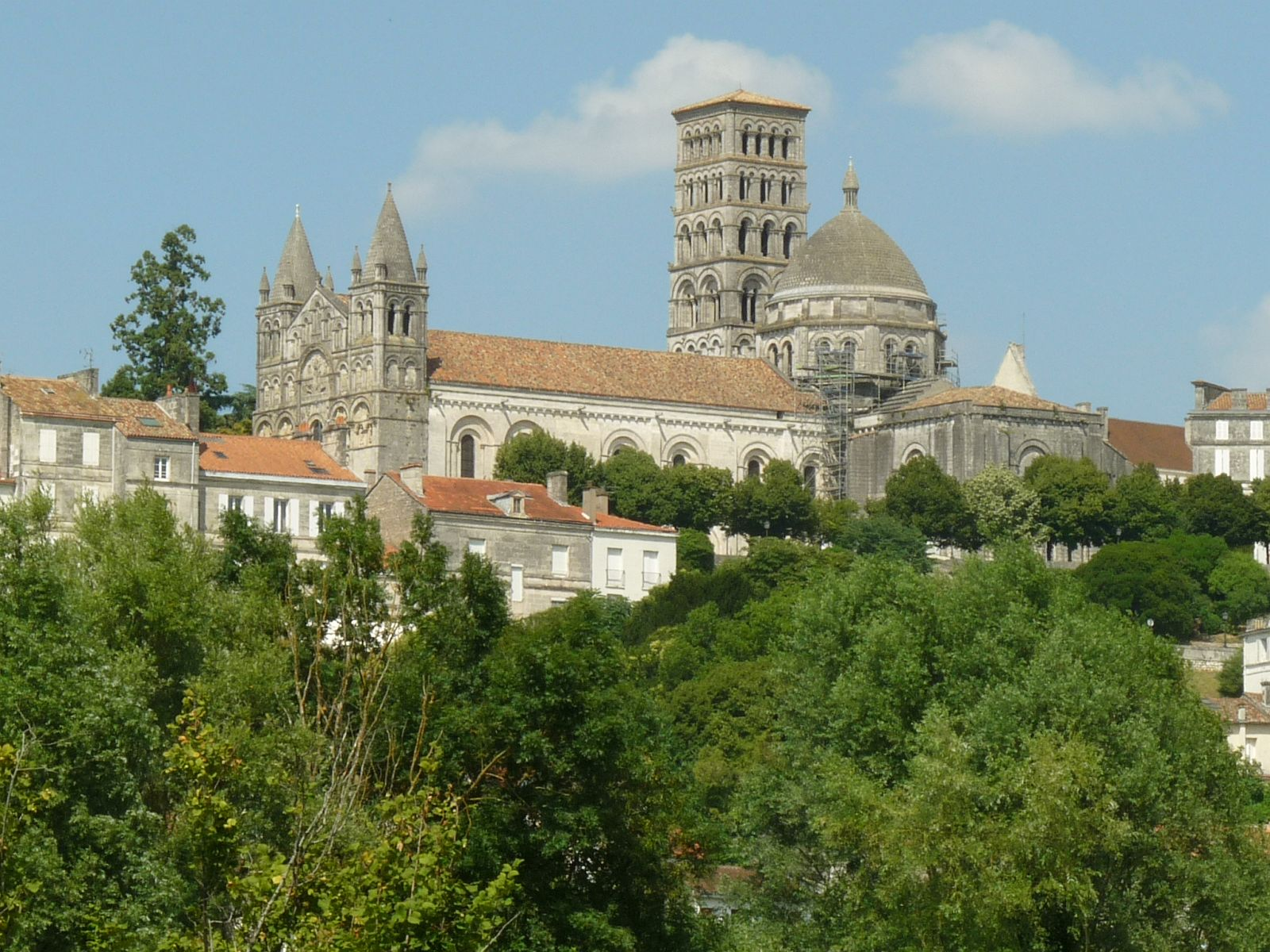
La catedral, centinela vigilante sobre el valle de Charente.

El obispo Girard II, fundador de la catedral de San Pedro, muerto en 1136, fue declarado «cismático» a causa de su toma de posición a favor de un antipapa, Anacleto, mientras que la iglesia había tomado parte oficialmente por Inocencio II, en 1130, durante la elección de dos pontífices por concilios diferentes.
Sus restos mortales, exhumados de la catedral, fueron traslados al exterior en un emplazamiento desconocido. Un historiador amateur tuvo el permiso de reabrir esta sepultura en 2004, y el actual obispo de Angulema hizo depositar los restos en un lugar más acorde con su rango, en el coro de la catedral.
Juan de Orleans, el «Buen Conde Juan de Angulema», también reposa en la catedral en el ángulo entre el coro y el transepto sur.